# Ben Schwietert
Ben Schwietert (Nijmegen, 16 februari 1997) is een Nederlandse zwemmer.

## Carrière
Bij zijn internationale debuut, op de Europese kampioenschappen kortebaanzwemmen 2015 in Netanja, werd Schwietert uitgeschakeld in de series van de 50, 100 en 200 meter vrije slag. Op de 4x50 meter wisselslag strandde hij samen met Jesse Puts, Sébas van Lith en Maarten Brzoskowski in de series, samen met Jesse Puts, Inge Dekker en Ranomi Kromowidjojo veroverde hij de bronzen medaille op de gemengde 4x50 meter vrije slag.
Op de Europese kampioenschappen zwemmen 2016 in Londen werd de Nederlander uitgeschakeld in de series van de 100 meter vrije slag. Op de 4x200 meter vrije slag zwom hij samen met Dion Dreesens, Joost Reijns en Kyle Stolk in de series, in de finale behaalden Dreesens en Stolk samen met Maarten Brzoskowski en Sebastiaan Verschuren de Europese titel. Voor zijn aandeel in de series werd Schwietert beloond met de gouden medaille. Samen met Sebastiaan Verschuren, Maud van der Meer en Ranomi Kromowidjojo werd hij Europees kampioen op de gemengde 4x100 meter vrije slag.

## Internationale toernooien
| Jaar | Olympische Spelen | WK langebaan  | WK kortebaan  | EK langebaan                                                                                          | EK kortebaan |
| ---- | ----------------- | ------------- | ------------- | --- | --- |
| 2015 |                   | geen deelname |               | | 44e 50m vrije slag · 29e 100m vrije slag · 19e 200m vrije slag · 14e 4x50m wisselslag · 4x50m vrije slag gemengd |
| 2016 | 5-21 augustus     |               | 6-11 december | 32e 100m vrije slag · 4x200m vrije slag · Schwietert zwom enkel de series · 4x100m vrije slag gemengd | |

## Persoonlijke records
Bijgewerkt tot en met 11 augustus 2017
Kortebaan
| Afstand         | Tijd    | Datum            | Plaats    |
| --------------- | ------- | ---------------- | --------- |
| 50m vrije slag  | 21,81   | 11 augustus 2017 | Eindhoven |
| 100m vrije slag | 47,75   | 6 augustus 2017  | Berlijn   |
| 200m vrije slag | 1.44,03 | 7 augustus 2017  | Berlijn   |

Langebaan
| Afstand         | Tijd    | Datum        | Plaats    |
| --------------- | ------- | ------------ | --------- |
| 50m vrije slag  | 22,59   | 8 april 2017 | Eindhoven |
| 100m vrije slag | 49,38   | 20 mei 2016  | Londen    |
| 200m vrije slag | 1.49,14 | 7 april 2017 | Eindhoven |